# Nobara Kugisaki
Nobara Kugisaki (釘崎 野薔薇?, Kugisaki Nobara) è un personaggio immaginario della serie manga Jujutsu kaisen - Sorcery Fight, creata da Gege Akutami. Studentessa del primo anno all'istituto di arti occulte di Tokyo, un’accademia dedicata all’apprendimento delle tecniche maledette per combattere gli spiriti maledetti generati dalle emozioni negative degli esseri umani, è sotto la tutela di Satoru Gojo insieme a Yuji Itadori e Megumi Fushiguro. Proveniente da Morioka, si è trasferita all’accademia; il suo carattere impulsivo e la sua sfacciataggine contrastano con l’altruismo e lo stoicismo degli altri studenti del primo anno.
Nell’adattamento anime di Jujutsu Kaisen, è doppiata da Asami Setō in giapponese e da Laura Cherubelli in italiano. Il suo personaggio è stato ampiamente elogiato dalla critica, insieme ad altri personaggi femminili della serie, per essere più stratificato e coerente con se stesso rispetto a molte figure femminili presenti in altri shōnen.

## Creazione e concezione
Il nome di Nobara è stato concepito dal creatore Gege Akutami per trasmettere un senso di “spinosità”: i caratteri kanji per “No” e “Bara” significano rispettivamente “selvatico” e “rosa”, mentre il carattere usato per “Kugi” nel suo cognome indica “chiodo” o “piolo”. Questi elementi riflettono i due lati della sua personalità, ribelle e raffinata. Akutami ha ideato il suo nome contemporaneamente alla creazione dei suoi poteri e delle sue abilità, poiché riteneva che fossero strettamente legati tra loro. Ha dichiarato che i dialoghi di Nobara erano i più facili da scrivere tra i tre protagonisti principali, anche se ha trovato più difficile rappresentare la sua compostezza nelle scene d’azione. Ha inoltre ritenuto interessante attribuirle un forte desiderio di trasferirsi a Tokyo, in contrasto con il desiderio della nonna di vederla crescere normalmente nella loro piccola città natale.
Nobara è stata progettata per essere più fedele a se stessa rispetto alle altre due protagoniste. La sua autenticità è particolarmente evidente in diversi momenti della serie, come durante l’arco di Kyoto, in cui dichiara apertamente che sarà sempre e solo se stessa, rifiutando di adeguarsi alle aspettative altrui.
Secondo Akutami, Nobara è ben rappresentata dalle canzoni Seishun kyosokyoku dei Sunny Day Service e Ano Depaato di Natsuko Nisshoku, che mescolano sonorità rock con una voce sincera e un audace accompagnamento pianistico, riflettendo la sua educazione e creatività legate all’ambiente rurale.

### Doppiatrici
La doppiatrice giapponese Asami Setō ha ammesso di aver avuto difficoltà nel doppiare Nobara, poiché la sua personalità si discosta notevolmente dalla sfacciataggine del personaggio. Ha dovuto confrontarsi e fare numerose prove con i produttori per riuscire a trasmettere correttamente la sua personalità attraverso la recitazione vocale. Mentre in italiano è doppiata da Laura Cherubelli che ha descritto Nobara come "divertente, leggera, a volte furiosa, molto determinata e con una punta di pazzia". Cherubelli ha sottolineato che interpretare Nobara è stato sia una sfida che un'esperienza divertente, poiché ha dovuto unire ciò che vedeva sullo schermo, l'audio originale in cuffia, le indicazioni del direttore del doppiaggio e le sue letture del manga per riprodurre tutto con la sua voce. Ha anche menzionato che apprezza i personaggi "sempre sul chi vive" perché rappresentano uno stimolo continuo a crescere e a trovare modi per interpretarli.

## Descrizione del personaggio
Nobara è una combattente logica, creativa, autentica e versatile, ma anche giudicante, poco empatica e facilmente irritabile. Quando incontra nuove persone, tende a criticarle, presumendo il peggio. Riesce tuttavia a mantenere la calma in situazioni stressanti e sa compartimentalizzare le proprie emozioni. Si prende cura dei suoi alleati. Nonostante il suo atteggiamento rude e provocatorio, si dimostra abile e astuta.

### Poteri e abilità
Nobara possiede un’elevata tolleranza al dolore, un intelletto tattico e una profonda comprensione delle arti della stregoneria. La sua tecnica maledetta innata è la Tecnica della Bambola di Paglia, che comprende due abilità principali: Risonanza: le consente di utilizzare una bambola di paglia insieme a una parte del corpo del bersaglio (come capelli o sangue) per infliggergli danni a distanza. Colpendo un chiodo con un martello intriso di energia maledetta, il danno inflitto alla bambola viene trasmesso e amplificato al bersaglio reale. Hairpin: attivabile a distanza, provoca un’esplosione violenta dell’energia maledetta nei chiodi conficcati nel terreno o nel bersaglio. La tecnica si basa sull’ushi no toki mairi, un rituale tradizionale giapponese per lanciare maledizioni. È anche molto abile nell’usare il martello per lanciare chiodi contro i nemici, infliggendo danni sia fisici sia spirituali.
Oltre alle sue tecniche abituali, Nobara è stata in grado di eseguire la Manipolazione dell’Energia Maledetta – Black Flash, una tecnica avanzata che crea una distorsione spaziale nel momento in cui l’energia maledetta entra in perfetta sincronia con un attacco fisico entro una finestra temporale di 0,000001 secondi.
Nell'epilogo, viene rivelato che la nonna di Nobara era una strega dotata delle stesse abilità, e che l’ha cresciuta a causa del difficile rapporto tra Nobara e sua madre.
Nella seconda light novel ufficiale di Jujutsu kaisen, si scopre che Nobara è in grado di improvvisare l’uso della sua tecnica anche in assenza delle armi convenzionali. Usando i tacchi delle scarpe come chiodi e una bambola improvvisata con una corda, è riuscita ad attivare la Tecnica della Bambola di Paglia per sconfiggere un avversario.

## Biografia del personaggio
Nobara Kugisaki appare per la prima volta dopo essere arrivata a Tokyo in treno. Viene presentata agli altri stregoni del primo anno da Gojo e partecipa a una missione con Yuji Itadori per salvare un bambino da uno spirito maledetto in un complesso di appartamenti. Sebbene inizialmente esprima disgusto per Yuji e Megumi, il trio stringe rapidamente amicizia mentre frequenta la scuola insieme. Dopo essersi allenata con gli studenti del secondo anno in preparazione all'evento di scambio con la scuola delle arti oscure di Kyoto, rimane sconvolta e infastidita quando scopre che Yuji era segretamente vivo da settimane senza averlo detto agli amici.
Durante lo scontro con gli studenti di Kyoto, discute del proprio valore e rifiuta le norme imposte dalla società degli stregoni riguardo alle streghe donne, ma viene messa fuori combattimento da Mai con un proiettile di gomma. Successivamente, durante l’indagine sui Cursed Wombs noti come “Death Paintings”, aiuta Yuji a uccidere uno degli aggressori, solo per rendersi conto troppo tardi che non si trattava di spiriti maledetti, ma di esseri umani con una forma fisica, quindi dotati di antenati umani. Dopo l’incidente, dice a Yuji di non provare rimorsi per aver ucciso altri esseri umani. In seguito, discute con Megumi riguardo ai pericoli rappresentati dalla presenza di Sukuna nel corpo di Yuji, che attira spiriti maledetti in cerca delle sue dita.
Nell'arco narrativo di Shibuya, Nobara è tra gli stregoni inviati a contrastare gli spiriti maledetti intenzionati a scatenare una guerra contro l’umanità. Partecipa agli scontri e si ritrova faccia a faccia con Mahito, uno spirito maledetto capace di rimodellare le anime e uccidere con un semplice tocco. Durante il combattimento, commette un errore tattico che permette a Mahito di toccarla sul lato destro del viso. In quel momento, le passano davanti agli occhi i ricordi più importanti della sua vita e delle sue relazioni più care, come quelle con Yuji, Megumi, Gojo e gli altri compagni della scuola delle arti occulte. Ricorda anche il suo più grande rimpianto: non essersi mai riunita con Saori, una ragazza di Tokyo costretta a lasciare la loro città natale. Nei suoi ultimi momenti di coscienza, saluta Yuji e gli chiede di dire agli altri che "non è stato così male", prima che il suo volto venga squarciato dalla Trasfigurazione di Mahito. Le sue condizioni vengono stabilizzate da Arata Nitta, che riesce a bloccare l’avanzata dell’attacco, lasciando aperta la possibilità della sua sopravvivenza.
Nell’arco narrativo “Shinjuku Showdown”, verso la fine della battaglia contro Sukuna, Nobara si risveglia dal coma e utilizza la sua tecnica di Risonanza sull’ultimo dito di Sukuna, nascosto da Gojo. Ciò permette a Itadori di eseguire un ultimo Black Flash e liberare Megumi dal controllo di Sukuna. In seguito, il trio si riunisce e legge le lettere che Gojo ha lasciato per lei e Megumi. Nei capitoli dell’epilogo, Nobara si ricongiunge con la madre e la nonna.

## Altri media
Nobara compare anche nello spin-off in formato light novel Jujutsu Kaisen: Thorny Road at Dawn, in cui è la protagonista. Il videogioco Fortnite ha incluso Nobara tra i personaggi disponibili sotto forma di skin.

### Merchandise
Nobara è presente in diversi articoli di merchandise ufficiale, tra cui abbigliamento, action figure, giochi Tamagotchi, e cover per cellulari. È apparsa anche nelle collaborazioni di Jujutsu kaisen con Hello Kitty e Marshmello. Pop Mart ha collaborato con la serie per la produzione di figure da collezione, inclusa una raffigurante Nobara. Il personaggio è anche molto popolare nel mondo del cosplay.

## Accoglienza

### Popolarità

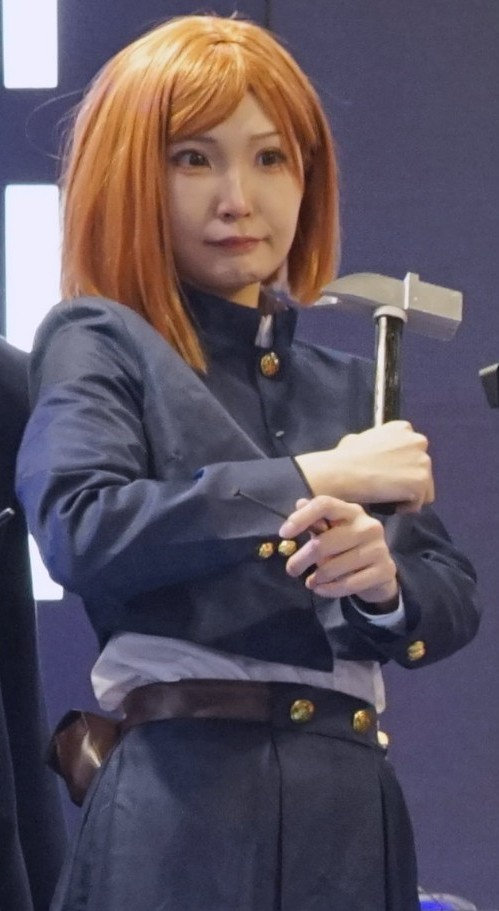
Cosplay di Nobara Kugisaki

Nobara si è classificata al quinto posto come Miglior Personaggio Femminile al 43º Anime Grand Prix. Ai Crunchyroll Anime Awards del 2022 ha vinto il premio come Miglior Ragazza, mentre la sua battaglia con Yuji Itadori contro Eso e Kechizu è stata nominata per la Miglior Scena di Combattimento. La doppiatrice Amanda Brigido è stata inoltre candidata nella categoria Miglior Interpretazione (Portoghese).

### Critica
La ricezione del personaggio è stata generalmente positiva. Molti critici e fan hanno elogiato Nobara per la sua forza, la personalità unica e il modo in cui sfida i tradizionali ruoli femminili negli shōnen. Ana Diaz di Polygon ha definito "commovente" e "sbalorditiva" la scena in cui Nobara critica gli stereotipi di genere, sottolineando che “la scena ha un potere duraturo, perché Jujutsu kaisen va oltre l’evitare i tropi di genere... La storia permette alle sue protagoniste femminili di avere prospettive diverse e lottare per il proprio posto nel mondo”.
Theo J Ellis di Anime Motivation ha affermato: “È innegabilmente indipendente, è un individuo, e non si riduce Mai a una ragazza che ha bisogno dell’aiuto del cavaliere dall'armatura scintillante”. Allyson Johnson di InBetweenDrafts ha lodato la forza e l’energia del personaggio. Altri critici hanno sottolineato che, sebbene Nobara sia "rumorosa, aggressiva e dica sempre quello che pensa", è più complessa della semplice "ragazza tosta".
James Beckett di Anime News Network l’ha definita il suo personaggio anime preferito del 2021, grazie alla sua personalità aggressiva e al modo in cui spicca nella storia. Tuttavia, ha criticato la gestione della sua apparente morte, ritenendo che mancasse un adeguato approfondimento del personaggio, specialmente se paragonato alla morte di Kento Nanami, meglio sviluppata. Beckett ha collegato la scena al trope narrativo del "donna nel frigorifero", in cui un personaggio femminile viene rimosso per far evolvere emotivamente un protagonista maschile.
Il destino di Nobara ha suscitato shock tra i fan e la critica, soprattutto perché, nonostante le gravi ferite, la sua immagine è continuata a comparire accanto ai personaggi sopravvissuti nella sequenza finale dell’anime. Il destino di Nobara è stato oggetto di shock secondo The Television a causa di come il personaggio sembra essere morto e lo staff dell'anime ha continuato a usarla insieme ai personaggi sopravvissuti nella sequenza finale. Joshua Fox di Screen Rant ha elogiato il ritorno di Nobara nel capitolo 267, ma ha criticato l’utilizzo dei personaggi femminili nella serie, affermando che spesso vengono eliminati per favorire lo sviluppo di quelli maschili. Lo staff di Epic Dope ha infine criticato la serie per aver “sprecato” il personaggio, non avendo sviluppato adeguatamente il suo ritorno né spiegato in modo soddisfacente la sua resurrezione.